# Maladie X
« Clade X (virus) » redirige ici. Ne pas confondre avec le bison Clade X.
Cet article concerne une maladie humaine hypothétique. Pour la maladie affectant des arbres fruitiers, voir Maladie X des arbres fruitiers à noyaux.
La maladie X est une potentielle pandémie grave dont l'agent infectieux est encore inconnu et à laquelle il convient de se préparer. Le terme maladie X a été officialisé par l'OMS en février 2018 et ajouté à sa liste des maladies prioritaires. Ce risque d'une nouvelle pandémie a notamment été évoqué au Forum de Davos en janvier 2024,. 
Il ne faut pas la confondre avec l'exercice de modélisation de pandémie, dénommé clade X, du Johns Hopkins Center for Health Security (en).
Selon l'OMS, la maladie X est une maladie hypothétique, actuellement inconnue et de nature à provoquer une épidémie grave pour l'espèce humaine à l'échelle mondiale. L'introduction de cette maladie dans le référentiel sanitaire permet de se préparer à une éventuelle crise sanitaire mondiale afin d’être en mesure de déployer rapidement les mesures adaptées. Elle a été ajoutée par l'OMS en 2018 à la liste des maladies qui pourraient causer un danger international, ce qui permet de mettre en place des recherches ciblées sur ce sujet.

## Germes candidats
Les principaux candidats sont certaines zoonoses ou les armes bactériologiques.
La maladie à coronavirus 2019, responsable de la pandémie de Covid-19, est présentée comme un cas concret de maladie X,,. Le virus SARS-CoV-2 serait alors le clade X.

## Paranoïa complotiste (2023)
Annoncée pendant le Covid 19 en 2021 par Richard Hatchett (en) sur le site de l'OMS en 2021, elle revient sur le devant de la scène à la suite d'une déclaration du dirigeant de l'OMS le 30 mai 2023,, faisant naître sur les réseaux sociaux le fantasme d'une nouvelle maladie fabriquée dans les laboratoires à l'instar du Covid-19 ou une peur quasi fantasmée d'une vaccination obligatoire pour tous essentiellement dans l'UE, puis éventuellement partout sur le globe à l'échelle planétaire à la suite d'un accord supranational de l'OMS dans l'UE depuis juin 2023, finalisé le 24 février 2022 et être signé au printemps 2024 (voir aussi : Accord mondial sur les pandémies pour en savoir plus),,.